# 釈迦院 (八代市)
釈迦院（しゃかいん）は、熊本県八代市泉町柿迫にある天台宗の寺院。山号は金海山（きんかいざん）で、詳しくは金海山大恩教寺釈迦院（きんかいざんだいおんきょうじしゃかいん）と号する。

## 歴史
寺伝によれば、延暦18年（799年）、桓武天皇の勅願により奘善大師が草創したという。奘善はもと薬蘭と称し、延暦18年の大地震の際に大行寺山山頂から金色釈迦如来像を感得し、草庵に祀った。薬蘭の祈祷が桓武天皇の病気平癒に効験があり、薬蘭は桓武から奘善大師の号を賜ったという。寺に伝わる木造僧形神坐像の像底には、仁治3年（1242年）の年紀とともに、「釈迦院 山王二宮御垂跡形像」云々の墨書があり、釈迦院の名称が13世紀には使用されていたことがわかる。
大行寺山（釈迦岳）の頂上近くに所在し、かつて坊数75坊、末寺49院が建ち並び、西の高野山とも称された一大霊場だったという。本尊は釈迦如来で、天台宗・真言宗・禅宗・浄土宗の4宗兼学で、1446年（文安3年）には、比叡山延暦寺の末寺であった。
天正年間（1573年 - 1592年）に、キリシタン大名小西行長の寺院焼き討ちにあい、寺坊は焼きつくされ、社領も没収され衰退した。その後、加藤清正・忠広親子により再興され、熊本藩主細川氏により修復された。
信仰すれば、長わずらいすることがないとの事で「ぽっくり寺」とも呼ばれる。例年、4月8日の花祭りには多くの参拝客が訪れる。

## 弉善大師
伝承によれば、弉善（しょうぜん）は、宝亀8年（777年）肥後国八代郡北種山村梅林（現・熊本県八代市）生まれで、幼名は薬蘭。
幼くして出家し、霊感により大行寺山に庵を結んだ。桓武天皇の病を加持祈祷により治癒した効験により寄進を受け、釈迦院の堂塔が建立され、桓武天皇より大師号を授かったとされる。承和3年（836年）、60歳で没したという。

## 文化財

### 熊本県指定重要文化財
- 銅造釈迦如来立像
- 木造男女神坐像 7躯

## 釈迦院の森
釈迦院が所在する大行寺山（標高957メートル）は、八代市と下益城郡美里町の境に位置している。
釈迦院境内には樹齢約300年のスギの古木が並び、さらにその周辺にはスギの人工林やマツの森が広がる
。この森は釈迦院の森として知られる（面積14ha）。

## 日本一の石段

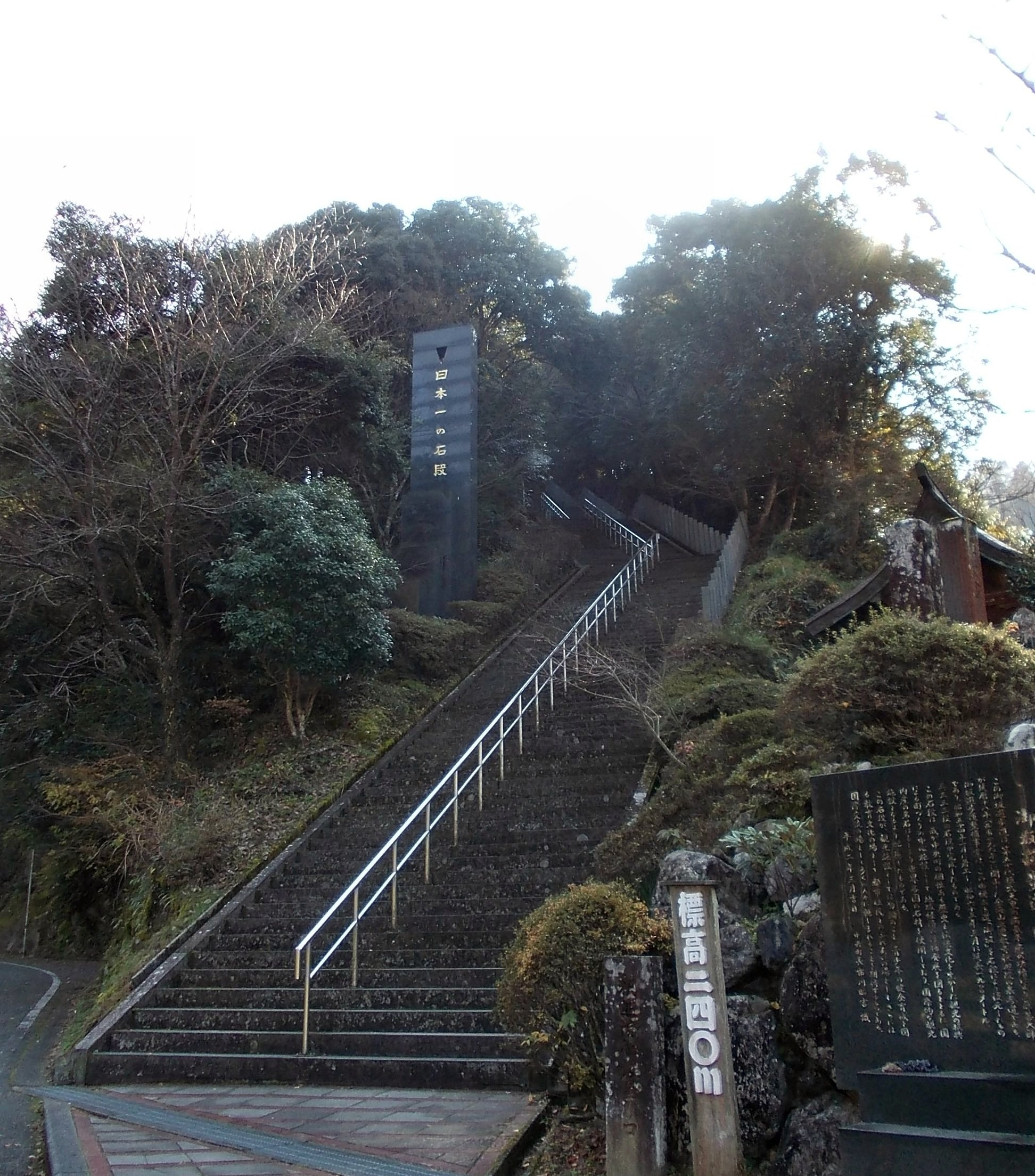
釈迦院へと続く日本一の石段

美里町側からの参道は中世以来の表参道であったが、平成の大合併による美里町が誕生する以前、合併前の中央町が町おこしのために釈迦院の御坂に造られたものである。1980年（昭和55年）に着工し8年の歳月をかけて1988年（昭和63年）に完成したもので、当時熊本県知事であった細川護熙の「日本一づくり運動」に呼応し、それまでの羽黒山 (山形県)の石段を抜く3,333段の日本一の石段（釈迦院御坂遊歩道）として整備された。完成当時、それまで日本一だった山形県の羽黒山の2,446段を抜いて日本一の段数となり、長さは2.9kmある。石段に世界各国の名石を使用していることが特徴で、熊本県の熊本石をはじめ、中国、韓国、インド、ロシア、アメリカ、ブラジル、南アフリカ産の石も使用されている。
2015年から、レッドブルの主催でこの石段を駆け上がる速さを競うイベント『Red Bull 白龍走』が開催されている。
- 所在地 - 熊本県下益城郡美里町坂本
- アクセス
  - 路線バス - 熊本桜町バスターミナルから熊本バス甲佐ゆきにのりかえ終点下車、麻生交通氷川線にのりかえ「坂本石段前」下車徒歩5分
  - 自家用車 - 九州自動車道松橋インターチェンジから20㎞
- 駐車場 - 有